# Phone Booth
Phone Booth er en amerikansk thrillerfilm fra 2003 instrueret af Joel Schumacher og med Colin Farrell i hovedrollen som den arrogante presseagent Stu Shepard, der tilfældigvis besvarer en opringning da han passere forbi en telefonboks og dermed gør sig selv til hovedpersonen i en bizar gidseltagning. Desuden medvirker bl.a. Kiefer Sutherland og Forest Whitaker, sidstnævnte blev nomineret til en Black Reel Award for bedste mandlige birolle.

## Medvirkende
- Colin Farrell – Stu Shepard
- Kiefer Sutherland – The Caller
- Forest Whitaker – Politichef Ed Ramey
- Radha Mitchell – Kelly Shepard
- Katie Holmes – Pamela McFadden
- Ben Foster – Big Q
- Paula Jai Parker – Felicia
- Arian Ash – Corky
- Tia Texada – Asia
- John Enos III – Leon
- Richard T. Jones – betjent Cole
- Keith Nobbs – Adam
- Dell Yount – pizzabud
- Jared Leto – skuespiller

## Ekstern henvisning
- Phone Booth på Internet Movie Database (engelsk)
- Phone Booth på Filmdatabasen
- Phone Booth på Scope
- Phone Booth i Svensk Filmdatabas (svensk)
- Phone Booth på AlloCiné (fransk)
- Phone Booth på MovieMeter (nederlandsk)
- Phone Booth på AllMovie (engelsk)
- Phone Booth hos American Film Institute (engelsk)
- Phone Booth på Turner Classic Movies (engelsk)
- Phone Booth på The Movie Database (engelsk)